# Vinohradská obřadní síň
Vinohradská obřadní síň je nevelká funkcionalistická stavba na Vinohradském hřbitově v Praze. Nachází se přibližně 200 metrů od vstupu do areálu hřbitova na Vinohradské ulici.  
Vinohradská obřadní síň s kapacitou celkem 50 míst, z toho je 32 míst k sezení, je určena spíše pro menší smuteční obřady a v zimě není vytápěna.